# Treble
Treble är ett påhittat språk som användes av gruppen Treble i Eurovision Song Contest 2006. De tävlande för Nederländerna med låten Amambanda. Gruppen tog sig inte vidare från semifinalen utan slutade på tjugonde plats (av 23 tävlande) med endast 22 poäng.
Treble kan också syfta på engelska ordet för diskant, ett ord som används för att beskriva ljud med höga frekvenser, motsatsen till bas.